# Округ Рансом (Северна Дакота)
Рансом (енгл. Ransom County) је округ у америчкој савезној држави Северна Дакота.

## Демографија
По попису из 2010. године број становника је 5.457, што је 433 (-7,4%) становника мање него 2000. године.
| Група             | 2000.         | 2010.         |
| Белци             | 5.749 (97,6%) | 5.285 (96,8%) |
| Афроамериканци    | 11 (0,2%)     | 19 (0,3%)     |
| Азијати           | 15 (0,3%)     | 20 (0,4%)     |
| Хиспаноамериканци | 48 (0,8%)     | 66 (1,2%)     |
| Укупно            | 5.890         | 5.457         |